# Chrtníč
Chrtníč – wieś i gmina w Czechach, w powiecie Havlíčkův Brod, w kraju Wysoczyna.
1 stycznia 2017 gminę zamieszkiwało 119 osób, a ich średni wiek wynosił 45,7 roku.